# Diplomys
Diplomys é um gênero de roedor da família Echimyidae.

## Espécies
- Diplomys caniceps (Günther, 1877)
- Diplomys labilis (Bangs, 1901)